# Paroisse de Wellington
Pour les articles homonymes, voir Wellington (homonymie).
La paroisse de Wellington est à la fois une paroisse civile et un ancien district de services locaux (DSL) canadien du comté de Kent, située au nord du Nouveau-Brunswick.
Le DSL consistait en la banlieue et la campagne proche de la ville de Bouctouche. IL incluait les autorités taxatrices de Baie-de-Bouctouche, Desroches, Pointe-Dixon, Saint-Grégoire et Wellington. Dans le cadre de la réforme de la gouvernance locale du 1er janvier 2023, le territoire du DSL a été réparti entre les villes de Champdoré et Grand-Bouctouche et la communauté rurale de Beausoleil.

## Toponyme

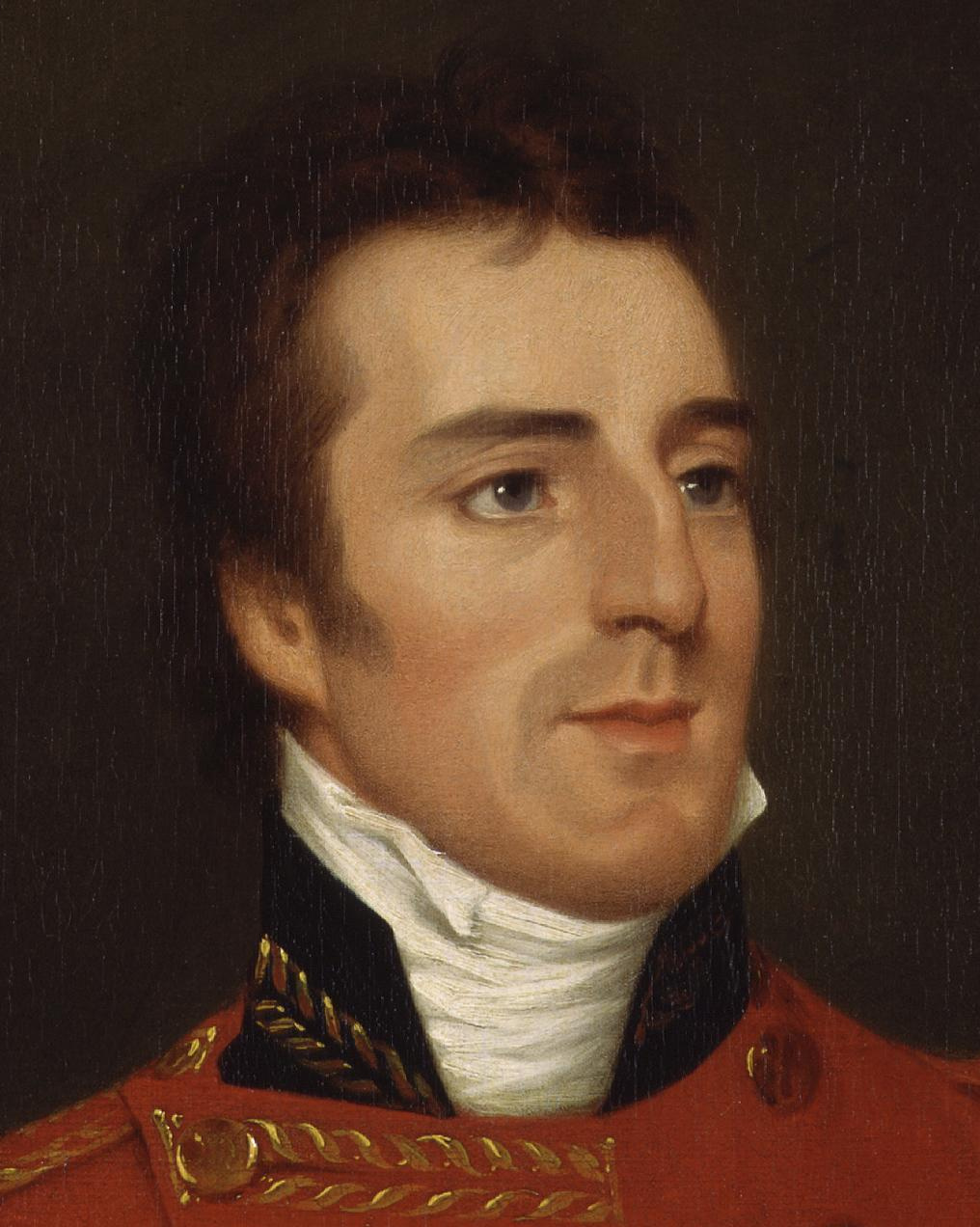
Le duc de Wellington.

Wellington est nommé en l'honneur de Arthur Wellesley, premier duc de Wellington (1769-1852), un général et homme politique anglais connu pour sa victoire dans la bataille de Waterloo.
La paroisse comprend les hameaux de Baie-de-Bouctouche, de Collette-Village, de Desroches, de Maria-de-Kent, de McKees Mills, de Saint-François-de-Kent, de Saint-Gabriel-de-Kent, de Saint-Grégoire (Nouveau-Brunswick)Saint-Grégoire, de Saint-Joseph-de-Kent, de Saint-Maurice, de Saint-Thomas-de-Kent, de Village-Saint-Irénée et de Ward Corner. Saint-David est divisé entre la paroisse de Wellington et la paroisse de Sainte-Marie. Village-des-Arsenault est un village fantôme.

## Géographie

Une grande partie de Wellington est visible sur cette carte de Bouctouche.

La paroisse de Wellington est généralement considérée comme faisant partie de l'Acadie.

### Topographie
Wellington est situé à 35 kilomètres à vol d'oiseau au nord de Moncton, dans le pays de Gédaïque. Le DSL a une superficie de 132,10 km2.
Wellington occupe la basse vallée de la rivière Bouctouche, au bord du détroit de Northumberland. Malgré la proximité de la mer, l'altitude atteint rapidement 60 mètres et les vallées sont généralement escarpées. Le territoire comprend la dune de Bouctouche, longue de 12 kilomètres.
La frontière de Wellington est complexe. Généralement, le DSL est limitrophe de Cocagne au sud-est, de Dundas au sud, du Grand-Saint-Antoine au sud-ouest, de Sainte-Maire à l'ouest, de la paroisse de Richibouctou au nord, de Sainte-Anne-de-Kent au nord-est.
La ville de Bouctouche est enclavée au centre du territoire. Au sud de celle-ci se trouve une autre enclave, la réserve indienne Bouctouche 13.

### Hydrographie
Le principal cours d'eau est la rivière Bouctouche, qui coule en direction nord-est. Parallèlement à celui-ci coule la Petite Rivière Bouctouche. Un autre cours d'eau important est la rivière Black, qui coule en direction sud-est. Ces trois cours d'eau confluent près de la ville de Bouctouche pour former le havre de Bouctouche. Celui-ci s'élargit encore pour devenir la baie de Bouctouche, qui elle-même se déverse dans le détroit de Northumberland en direction sud. La Branche Est de la Rivière Saint-Nicholas et la rivière Choquepiche prennent leur source au nord mais se déversent plus loin dans le détroit.

### Géologie
Le sous-sol de Wellington est composé principalement de roches sédimentaires du groupe de Pictou datant du Pennsylvanien (entre 300 et 311 millions d'années).

### Villages et hameaux
Wellington forme la banlieue et la proche campagne de Bouctouche. Au nord-est de Bouctouche, Baie-de-Bouctouche est situé au bord de la baie éponyme et Collette-Village occupe le vallon du ruisseau Black. À 9 kilomètres au nord-ouest de Bouctouche, le hameau de Saint-Gabriel-de-Kent est situé près de la source de la rivière Choquepiche. Trois kilomètres à l'ouest se trouvent les quelques maisons éparpillée de Village-des-Arsenault. Saint-Maurice est situé 6 kilomètres au nord-ouest de la ville, le long du chemin Saint-Maurice. Plus loin sur la même route, à la source de la rivière Mascogne, s'élève Haut-Saint-Maurice. Maria-de-Kent est situé directement à l'ouest de Bouctouche, au bord de la rivière. La rive droite de la rivière Bouctouche est occupée par Saint-Joseph-de-Kent. McKees Mills est situé à quatre kilomètres au sud de la ville, le long de la route 115 à l'endroit où début l'estuaire de la Petite Rivière Bouctouche. Sur la rive droite de cette dernière s'étendent successivement Saint-Grégoire et Saint-François-de-Kent. Saint-Thomas-de-Kent est situé au bord de la baie de Bouctouche, à 5 kilomètres à l'est de la ville jusqu'à Cocagne. Ward Corner est situé dans les terres, le long de la route 134 à 6 kilomètres au sud-est de Bouctouche. Ces hameaux sont généralement d'allure rurale et comptent de nombreux chalets et fermes.

## Histoire
La paroisse de Wellington est située dans le territoire historique des Micmacs, plus précisément dans le district de Sigenigteoag, qui comprend l'actuel côte Est du Nouveau-Brunswick, jusqu'à la baie de Fundy. Le territoire est tout d'abord colonisé par des Acadiens de Bouctouche, après 1785. Des Écossais s'établissent quant à eux le long de la rivière Mascogne. La paroisse de Wellington est érigée en 1814.
En 1825, le territoire est touché par les Grands feux de la Miramichi, qui dévastent entre 10 000 km2 et 20 000 km2 dans le centre et le nord-est de la province et tuent en tout plus de 280 personnes,.
La ferme expérimentale Sénateur-Hervé-J.-Michaud est inaugurée le 28 juillet 1982.

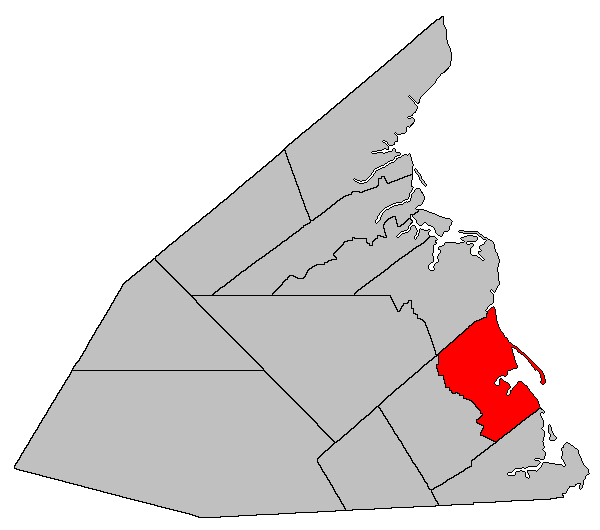
Situation sur une carte des paroisses civiles du comté de Kent (certains DSL et municipalités ne sont donc pas montrés).

1814: Le comté de Kent est créé à partir du sud de la paroisse de Newcastle, dans le comté de Northumberland, et est subdivisé en deux paroisses, Wellington et Carleton.
1826: La paroisse de Dundas est formée dans le territoire de la paroisse de Wellington.
1867: La paroisse de Sainte-Marie est formée dans le territoire de la paroisse de Wellington.
La municipalité du comté de Kent est dissoute en 1966. Le village de Bouctouche est formé dans le territoire de la paroisse. Le village de Saint-Antoine et le DSL du Grand-Saint-Antoine sont formés à partir de portions des paroisses de Wellington, de Sainte-Marie et de Dundas. La paroisse de Wellington devient un district de services locaux en 1967. Le DSL de Sainte-Anne-de-Kent est formé la même année à partir de portions des paroisses de Wellington et de Richibouctou.
1984: Le DSL de Cocagne est formé à partir de portions des paroisses de Dundas et de Wellington.

## Démographie
D'après le recensement de Statistique Canada, il y avait 3440 habitants en 2001, comparativement à 3595 en 1996, soit une baisse de 4,3 %. La paroisse compte 1702 logements privés, a une superficie de 195,06 km² et une densité de population de 17,6 habitants au km².
| 2001  | 2006  | 2011  | 2016  |
| ----- | ----- | ----- | ----- |
| 3 440 | 3 484 | 3 099 | 3 079 |

## Administration

### Comité consultatif
En tant que district de services locaux, Wellington est en théorie administré directement par le Ministère des Gouvernements locaux du Nouveau-Brunswick, secondé par un comité consultatif élu composé de cinq membres dont un président. Il n'y a actuellement aucun comité consultatif.

### Commission de services régionaux
La paroisse de Wellington fait partie de la Région 6, une commission de services régionaux (CSR) devant commencer officiellement ses activités le 1er janvier 2013. Contrairement aux municipalités, les DSL sont représentés au conseil par un nombre de représentants proportionnel à leur population et leur assiette fiscale. Ces représentants sont élus par les présidents des DSL mais sont nommés par le gouvernement s'il n'y a pas assez de présidents en fonction. Les services obligatoirement offerts par les CSR sont l'aménagement régional, l'aménagement local dans le cas des DSL, la gestion des déchets solides, la planification des mesures d'urgence ainsi que la collaboration en matière de services de police, la planification et le partage des coûts des infrastructures régionales de sport, de loisirs et de culture; d'autres services pourraient s'ajouter à cette liste.

### Représentation et tendances politiques
Nouveau-Brunswick: La rive gauche (nord) ainsi que Saint-Joseph-de-Kent sur la rive droite font partie de la circonscription provinciale de Kent, qui est représentée à l'Assemblée législative du Nouveau-Brunswick par Shawn Graham, ancien premier ministre du Nouveau-Brunswick. Il fut élu en 1999 puis réélu en 1999, en 2003, en 2006 et en 2010. Le reste du territoire fait partie de la circonscription provinciale de Kent-Sud, qui est représentée à l'Assemblée législative du Nouveau-Brunswick par Claude Williams, du Parti progressiste-conservateur. Il fut élu en 2001 puis réélu en 2003, en 2006 et en 2010.
 Canada: Wellington fait partie de la circonscription fédérale de Beauséjour. Cette circonscription est représentée à la Chambre des communes du Canada par Dominic LeBlanc, du Parti libéral.

### Projet
L'annexion de la paroisse de Wellington à la ville de Bouctouche est proposée. Un plébiscite devrait être organisé à ce sujet en mai 2015.

### Ancienne administration paroissiale
|  | Indépendant | 1944 - 194? | James-G. Richard Patrick O. McFadden |
|  | Indépendant | 19?? - 195? | André-F. Richard Henri-A. Cormier    |

## Économie
Entreprise Kent, membre du Réseau Entreprise, a la responsabilité du développement économique.
Le Camp Wildwood, à McKee's Mills, est un camp de vacances, destiné aux familles comme aux enfants, ouvert l'été et l'hiver. Le Centre de recherches sur la pomme de terre de Fredericton gère la Ferme Hervé-J.-Michaud, à Saint-Joseph-de-Kent, où sont effectués des recherches sur les arbres fruitiers, les petits fruits et les cultures légumières. À la suite des compressions du gouvernement de Stephen Harper, elle devrait fermer au plus tard le 31 mars 2013.

## Infrastructures et services
L'aéroport de Bouctouche est un aérodrome privé, dont le code OACI est CDT5. Il possède une piste en asphalte longue de 5 021 pieds. Le bureau de poste et le détachement de la Gendarmerie royale du Canada les plus proches sont situés à Bouctouche.
Les francophones bénéficient du quotidien L'Acadie nouvelle, publié à Caraquet, ainsi que de l'hebdomadaire L'Étoile, de Dieppe. Les anglophones bénéficient quant à eux des quotidiens Telegraph-Journal, publié à Saint-Jean et Times & Transcript, de Moncton.

## Culture

### Personnalités
- Calixte Savoie (Saint-Maurice, 1895 - ?, 1985), homme d'affaires, enseignant et homme politique;
- Donald Savoie, économiste et analyste politique, né en 1947 à Saint-Maurice.

### La paroisse de Wellington
La localité fait partie du « pays de la Mariecomo », comprenant la côte entre Richibouctou au nord et Cap-Pelé au sud, dans le roman La Mariecomo de Régis Brun.